# Titularbistum Altinum
Altinum (ital.: Altino) ist ein Titularbistum der römisch-katholischen Kirche.
Es geht zurück auf einen Bischofssitz der antiken Stadt Altinum in der heutigen italienischen Region Venetien. Es gehörte der Kirchenprovinz Aquileia an.
| Titularbischöfe von Altinum |                                                    |                                        |                    |                   |
| Nr.                         | Name                                               | Amt                                    | von                | bis               |
| 1                           | Joseph Patrick Dougherty                           | Weihbischof in Los Angeles (USA)       | 5. Februar 1969    | 9. Juli 1970      |
| 2                           | Libero Tresoldi                                    | Weihbischof in Mailand (Italien)       | 28. September 1970 | 10. Dezember 1981 |
| 3                           | Eugene James Cuskelly MSC                          | Weihbischof in Brisbane (Australien)   | 17. Mai 1982       | 21. März 1999     |
| 4                           | Pius Mlungisi Dlungwana                            | Weihbischof in Mariannhill (Südafrika) | 2. Juni 2000       | 3. Juni 2006      |
| 5                           | James Patrick Green Titularerzbischof pro hac vice | Apostolischer Nuntius                  | 17. August 2006    |                   |